# Шахова, Светлана Юрьевна
Светлана Юрьевна Шахова (р. 1963, Свердловск) — советская волейболистка, игрок женской сборной СССР (1985). чемпионка Европы 1985. Мастер спорта международного класса (1985). Нападающая. 
В чемпионатах СССР выступала за свердловские «Уралочку» (1982—1983) и «Уралочку»-2 (1983—1988). Серебряный призёр чемпионата СССР 1983, обладатель Кубка СССР 1986. В 1982 году в составе сборной РСФСР стала победителем Всесоюзных летних игр молодёжи.
В европейских клубных соревнованиях выступала за «Уралочку». В её составе: обладатель Кубка европейских чемпионов 1983, 1987), победитель розыгрыша (1986) и серебряный призёр (1985) Кубка обладателей кубков ЕКВ. 
В составе сборной СССР в 1985 году стала чемпионкой Европы.